# Сезар, Тревин
Тревин Сезар (англ. Trevin Caesar; род. 26 апреля 1986 года, Ламбреу, Тринидад и Тобаго) — тринидадский футболист, полузащитник. Выступал за сборную Тринидад и Тобаго.

## Карьера
Начинал играть в футбол в тринидадских командах «Ма Пау», «Каледония Эй-Ай-Эй» и «Норт-Ист Старз». В 2014 году Сезар подписал однолетний контракт с клубом Северомериканской футбольной лиги «Сан-Антонио Скорпионс». В 2015—2017 годах выступал за клубы из USL: «Остин Ацтекс», «Ориндж Каунти Блюз» и «Сакраменто Рипаблик». С 2018 года выступает за камбоджийскую команду «Свай Ринг».
За сборную Тринидада и Тобаго Сезар дебютировал 19 ноября 2013 года в товарищеской игре против сборной Ямайки, в которой вышел на замену на 79-й минуте вместо Кенуайна Джонса.

## Достижения
- Обладатель кубка Тринидада и Тобаго (2): 2011/13, 2012/13